# Izaut-de-l’Hôtel
Izaut-de-l’Hôtel település Franciaországban, Haute-Garonne megyében. Lakosainak száma 293 fő (2022. január 1.). Izaut-de-l’Hôtel Arbon, Aspet, Cabanac-Cazaux, Juzet-d’Izaut, Malvezie, Payssous, Sengouagnet és Encausse-les-Thermes községekkel határos.

## Népesség
A település népességének változása:
| Lakosok száma | 288  | 332  | 320  | 334  | 308  | 320  | 314  | 295  | 295  | 293  |
|               | 1968 | 1982 | 1990 | 2006 | 2013 | 2015 | 2017 | 2019 | 2020 | 2022 |